# Joaquim Tristany i Gual
Joaquim Tristany i Gual   (Mataró, 16 de juny de 1926 - Mataró, 5 de juny de 2021) fou un sardanista que es va distingir en el foment de la sardana de competició, tant en tasques directives en la Unió de Colles Sardanistes com en la renovació moderna de la sardana revessa. De formació musical autodidacta, va compondre a la vora de quatre-centes sardanes revesses.

## Biografia
Ballà sardanes a la colla Primavera el 1946, i a l'any següent començà a fer-ho a la colla sardanista mataronina Ilurenca, de la qual fou capdanser i on romangué fins al 1957. Es reincorporà al sardanisme de competició de ple el 1968, incorporant-se a la colla Repuntejant, també de Mataró, com a capdanser.
Durant quinze anys presidí la Unió de Colles Sardanistes (1970-1985), i posteriorment hi seguí vinculat en diverses responsabilitats, amb una actuació directament vinculada al foment i la pervivència del sardanisme de competició, encara que a vegades el seu entusiasme pogué causar alguna fricció personal. Treballà amb energia per la dignificació dels concursos de sardanes i perquè se'n respectessin les colles, i la seva tasca marcà profundament i decisiva el sardanisme de competició.
Es va distingir excepcionalment en el foment de la sardana revessa en diverses línies: primer com a revessaire de colla, i posteriorment com a compositor i renovador de la sardana revessa (a la que s'enfrontà amb mentalitat científica i que reestructurà profundament). Va intervenir molts anys en el campionat de sardanes revesses en tasques organitzatives i formatives, i com a assessor musical d'innombrables concursos individuals. La seva obra compositiva revessaire s'inicià a mitjans dels anys 50 i comprèn diversos centenars de peces pròpies, més l'adaptació de revesses d'altres compositors i l'impuls a compositors novells (incloent-hi persones sense preparació musical reglada). La seva influència s'ha notat especialment en la formulació moderna en l'estructura de les revesses, que tenen una època pre-Tristany i una època post-Tristany clarament identificables. En aquest sentit, moltes de les revesses d'en Tristany es caracteritzen per una música bonica (molt sovint inspirada en peces d'altri, com Amics per sempre, Els segadors, Recordant Vic, La reina de les flors) i per la presència de cant i salt que, paradoxalment i gràcies a una formulació matemàtica molt ben resolta, no faciliten la resolució de la revessa, però que en fan la seva audició més plaent.
Treballà en el gremi tèxtil fins a jubilar-s'hi.

## Obres

### Sardanes
- L'Anton revessaire
- Bell record (1957), sardana dedicada a la colla Espiga d'Or
- Colles Repuntejant
- Esplai mataroní
- Matadepera (1974)
- Reviure
- Vic des del Brull[6]

### Sardanes revesses
En Joaquim Tristany acostumava a titular les revesses amb una numeració correlativa, per bé que ocasionalment també els posà títol. Alguns d'aquests són: A l'amic Bartomeu, A l'amic Lluís, L'amic revessaire, Amics per sempre, Aquell bell record, El barri, Bell esplai mataroní, De Quim a Quimet, Dolç record, Els gegants, Homenatge a Vic, Nou esclat, El Parc Central, La plaça, Record, La reina, El segador i Una esperança.